# Brian Williams (nieuwslezer)
Brian Douglas Williams, Ridgewood in New Jersey 5 mei 1959, is een Amerikaanse nieuwslezer en sinds 2004 hoofdredacteur bij het NBC Nightly News, het avondjournaal van NBC. Williams werd in 2007 opgenomen in de lijst van 100 meest invloedrijke personen in de wereld van het tijdschrift TIME en werd in 2010 door een prominent media-waarnemer "de Walter Cronkite van de 21e eeuw" genoemd.
11 februari 2015 werd hij per direct voor zes maanden geschorst, omdat hij meer dan eens over zijn wederwaardigheden had gelogen.
Hij woont samen met zijn vrouw, Jane Stoddard Williams, in New Canaan, Connecticut.
Zijn dochter Allison Williams is actrice, cabaretière en zangeres.